# 斑茎大黄
斑茎大黄（学名：Rheum maculatum），为蓼科大黄属下的一个植物种。